# Pierre Nivelle
Pierre Nivelle, noto anche come Pietro III di Cîteaux (Troyes, 1593 – Luçon, 11 febbraio 1661), è stato un vescovo cattolico, abate e pittore francese.

## Biografia
Pierre Nivelle nacque nel 1593 da Jean Nivelle, bourgeois di Troyes discendente da una ricca famiglia di mercanti, e da Anne Morise. Fu battezzato il 20 novembre dello stesso anno nella chiesa di Saint-Jean-du-Marché della città champenoise.
Unitosi ai cistercensi, studiò al Collège des Bernardins di Parigi, dove conseguì il dottorato in teologia. Poco tempo dopo fu scelto come abate dell'abbazia di Saint-Sulpice per poi essere eletto nel 1625 abate generale dell'Ordine cistercense. Come moderatore supremo cistercense contrastò i tentativi del cardinale François de La Rochefoucauld, primo ministro del Regno di Francia, di riformare gli ordini religiosi. Diede inoltre la propria benedizione a Jacqueline d'Illiers de Balsac come nuova badessa dell'abbazia di Bonlieu.
Il cardinale Richelieu, suo coadiutore sin dal 1627 e desideroso di avere per sé il prestigioso titolo di abate generale, fece pressioni su Nivelle per convincerlo a rinunciare al ruolo, offrendogli in cambio la nomina a vescovo di Luçon, ex diocesi dello stesso Richelieu. Fu ufficialmente scelto dal re Luigi XIII di Francia come nuovo vescovo della sede vandeana 30 novembre 1635, ricevendo l'approvazione di papa Urbano VIII il 22 settembre dell'anno successivo. Ricevette la consacrazione episcopale il 25 gennaio 1637 dalle mani dell'arcivescovo di Sens Octave de Saint-Lary de Bellegarde nella chiesa del Collège des Bernardins, co-consacranti i vescovi Gilles Boutault e François Mallier du Houssay.
Come vescovo di Luçon, si occupò di vigilare sull'applicazione dei decreti e dei principi della Controriforma nella sua diocesi e si impegnò a far restaurare la cattedrale cittadina, gravemente danneggiata dalle guerre di religione. Fu inoltre un patrono delle arti, in particolare di quelle pittoriche, raccogliendo una vasta collezione di dipinti, specialmente di nature morte, diversi dei quali furono realizzati da lui stesso.
Morì nella sua sede l'11 febbraio 1661.

## Genealogia episcopale
La genealogia episcopale è:
- Cardinale François de Joyeuse
- Cardinale Jacques du Perron
- Cardinale Roberto Ubaldini
- Vescovo Benjamin de Brichanteau
- Arcivescovo Octave de Saint-Lary de Bellegarde